# CaraQ
CaraQ為一台灣網路遊戲，以如同樂高積木般方正的人物和物品設計為特色。前身為奶糖，現在更名為CaraQ。已在2015年4月1號結束營運。

## 劇情簡介
故事的開端是在一個牛奶糖工廠，有天工廠遭到雷擊，而製造出了奶糖人 ，且那些奶糖人都有自主意識，那個世界就變成了奶糖人的世界，也就是caraq（俗稱：奶糖界）

## 遊戲特色
相較於一般線上遊戲打怪提升等級的RPG模式，CaraQ結合了部落格系統和線上遊戲的一個Web2.0聚落，以CaraQ幣做為各種活動的獎勵與取得各種物品的主要流通貨幣，網友互動性極高，無論是透過遊戲本身內部的設計或是部落格系統，完全屏除一般線上遊戲以RPG為遊戲架構的觀念，而改以人與人的互動做為提升等級的基礎，因此玩家的凝聚力在眾多網路遊戲中頗高。

## 小遊戲
1. 大老二
2. 五子棋
3. 跳舞雞（在限定時間輸入英文單字，限定時間會隨著遊戲的進行縮短）
4. 心算教室（以10位整數數字四則運算的心算）
5. 資源回收（利用滑鼠點選垃圾和對應垃圾桶，將垃圾正確回收）
6. 挖寶
7. 猜拳
8. 開寶箱

## 外部連結
CaraQ City官方網站